# Liste der Soundtrackalben, die Platz eins der deutschen Charts erreichten
Die Liste der Soundtrackalben, die Platz eins der deutschen Charts erreichten beinhaltet alle Soundtracks und Filmmusiken, die in den von GfK Entertainment (vorher Media Control) ermittelten Albumcharts für Deutschland die Spitzenposition belegten. Bereits in der ersten Chartsausgabe für Alben am 15. Juli 1962 erreichte ein Soundtrack die Chartspitze. Dabei handelte es sich um den Mitschnitt einer Aufführung des Musicals My Fair Lady im Theater des Westens, Berlin. Bisher konnten sich 27 Soundtracks an der Spitzenposition platzieren. Darunter sind auch mehrere der meistverkauften Musikalben in Deutschland.

## Liste der Nummer-eins-Alben
| Jahr | Album                                                   | Film                                         | Interpret(en)                                 | Wochen auf Platz 1 | Wochen in den Charts | Auszeichnung |
| ---- | ------------------------------------------------------- | -------------------------------------------- | --------------------------------------------- | ------------------ | -------------------- | ------------ |
| 1962 | My Fair Lady – Deutsche Originalaufnahme                | My Fair Lady                                 | Verschiedene Interpreten                      | 91                 | 295                  | Diamant      |
| 1963 | My Fair Lady – Musical                                  | My Fair Lady                                 | Julie Andrews & Rex Harrison                  | 4                  | 39                   |              |
| 1964 | West Side Story                                         | West Side Story                              | Leonard Bernstein                             | 4                  | 186                  | Gold         |
| 1964 | A Hard Day’s Night                                      | Yeah! Yeah! Yeah!                            | The Beatles                                   | 13                 | 30                   |              |
| 1965 | Help!                                                   | Hi-Hi-Hilfe!                                 | The Beatles                                   | 9                  | 50                   |              |
| 1969 | Hair                                                    | Hair – The American Tribal Rock Musical      | Verschiedene Interpreten                      | 4                  | 82                   |              |
| 1978 | Saturday Night Fever: The Original Movie Sound Track    | Saturday Night Fever                         | Bee Gees                                      | 11                 | 39                   | 3× Platin    |
| 1978 | Grease: The Original Soundtrack from the Motion Picture | Grease                                       | Verschiedene Interpreten                      | 11                 | 50                   | 5× Gold      |
| 1980 | Xanadu                                                  | Xanadu                                       | Electric Light Orchestra & Olivia Newton-John | 1                  | 30                   | Gold         |
| 1983 | Flashdance                                              | Flashdance                                   | Verschiedene Interpreten                      | 8                  | 32                   | Platin       |
| 1986 | Top Gun                                                 | Top Gun – Sie fürchten weder Tod noch Teufel | Verschiedene Interpreten                      | 12                 | 26                   | Platin       |
| 1987 | Who’s That Girl                                         | Who’s That Girl                              | Madonna                                       | 1                  | 18                   | Gold         |
| 1988 | Dirty Dancing                                           | Dirty Dancing                                | Verschiedene Interpreten                      | 7                  | 95                   | 13× Gold     |
| 1988 | More Dirty Dancing                                      | Dirty Dancing                                | Verschiedene Interpreten                      | 1                  | 34                   | Platin       |
| 1990 | Pretty Woman                                            | Pretty Woman                                 | Verschiedene Interpreten                      | 6                  | 36                   | Platin       |
| 1993 | The Bodyguard: Original Soundtrack Album                | Bodyguard                                    | Whitney Houston                               | 11                 | 60                   | 3× Platin    |
| 1995 | 1492: Conquest of Paradise                              | 1492 – Die Eroberung des Paradieses          | Vangelis                                      | 4                  | 52                   | 5× Gold      |
| 1997 | Bandits                                                 | Bandits                                      | Verschiedene Interpreten                      | 3                  | 26                   | Gold         |
| 1998 | Titanic: Music from the Motion Picture                  | Titanic                                      | James Horner                                  | 4                  | 51                   | 5× Gold      |
| 1998 | Stadt der Engel                                         | Stadt der Engel                              | Verschiedene Interpreten                      | 3                  | 21                   | Gold         |
| 1999 | Buena Vista Social Club                                 | Buena Vista Social Club                      | Ry Cooder & Juan de Marcos González           | 9                  | 161                  | Platin       |
| 2003 | 8 Mile                                                  | 8 Mile                                       | Verschiedene Interpreten                      | 3                  | 32                   |              |
| 2010 | Iron Man 2                                              | Iron Man 2                                   | AC/DC                                         | 1                  | 29                   | Platin       |
| 2015 | Fifty Shades of Grey                                    | Fifty Shades of Grey                         | Verschiedene Interpreten                      | 1                  | 29                   | Gold         |
| 2016 | Bibi & Tina: Mädchen gegen Jungs                        | Bibi & Tina: Mädchen gegen Jungs             | Peter Plate, Ulf Leo Sommer und Daniel Faust  | 2                  | 68                   | 2× Platin    |
| 2018 | Fifty Shades of Grey – Befreite Lust                    | Fifty Shades of Grey – Befreite Lust         | Verschiedene Interpreten                      | 1                  | 18                   |              |
| 2025 | KPop Demon Hunters                                      | KPop Demon Hunters                           | Verschiedene Interpreten                      | 2                  | …                    |              |